# Grafisch tableau

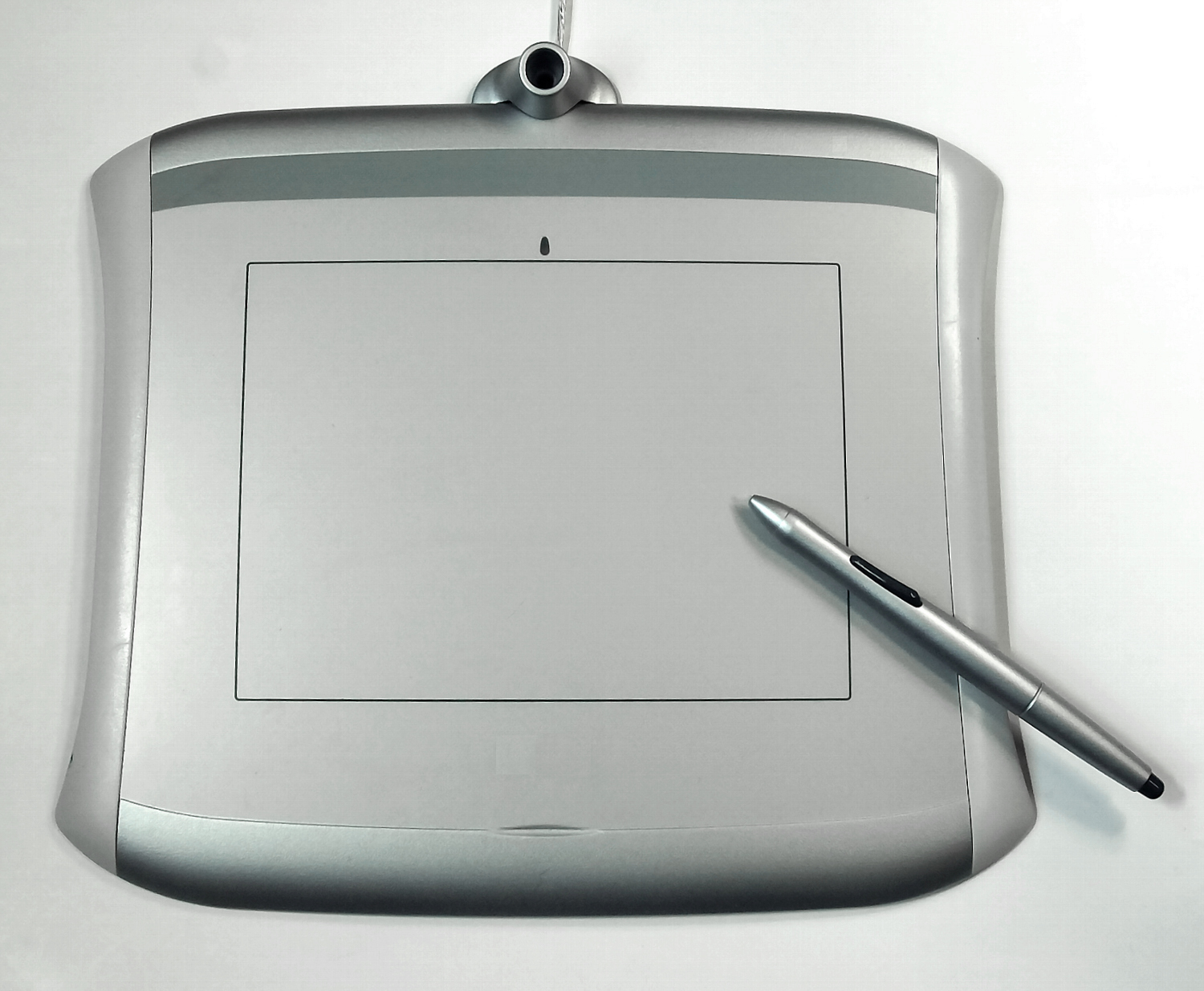
Grafisch tableau

Een grafisch tableau (of tekentablet) is een invoerapparaat waarmee met de hand vervaardigde tekeningen en grafieken digitaal kunnen worden opgetekend op dezelfde wijze als traditioneel tekenen met pen en papier. Een grafisch tableau bestaat uit een vlak oppervlak waarop de gebruiker een beeld kan "tekenen" middels een bijbehorende stylus. Het beeld verschijnt normaliter niet op het tableau zelf maar wordt gewoonlijk op een computermonitor weergegeven. Ook kan een tableau gebruikt worden als vervanging van een muis door de pen als aanwijzer te gebruiken. Sommige grafische tableaus worden ook geleverd met een muis die met het tableau samenwerkt op eenzelfde manier als de pen (en die daarom niets doet als hij niet op het tableau gebruikt wordt).
Een grafisch tableau moet niet verward worden met een tablet-pc.

## Vergelijkbare apparaten
Een aanraakscherm werkt op vrijwel dezelfde wijze maar gebruikt gewoonlijk of een optische grid of een drukgevoelige film, waardoor geen speciaal aanwijsapparaat noodzakelijk is. 
De ontwikkeling van de tablet-pc is een ander voorbeeld van de integratie van een grafisch tableau en beeldscherm.